# Wspinaczka sportowa na Zimowych Światowych Wojskowych Igrzyskach Sportowych 2013
Wspinaczka sportowa na 2. Zimowych Światowych Wojskowych Igrzyskach Sportowych – jedna z dyscyplin rozgrywanych podczas zimowych igrzysk wojskowych w Annecy, we Francji w dniach 26 –28 marca 2013. Podczas zawodów wspinaczkowych zawodnicy i zawodniczki rywalizowali w 6 konkurencjach.

## Harmonogram
| Marzec 2013         | 25 Po | 26 Wt | 27 Śr | 28 Cz | 29 Pi |
| ------------------- | ----- | ----- | ----- | ----- | ----- |
| Wspinaczka sportowa |       |       | 2     | 4     |       |

Legenda
|  | Eliminacje |  | Finał (ilość) |

## Konkurencje
Kobiety
- bouldering, prowadzenie, i we wspinaczce na czas

Mężczyźni
- bouldering, prowadzenie, i we wspinaczce na czas

## Medaliści

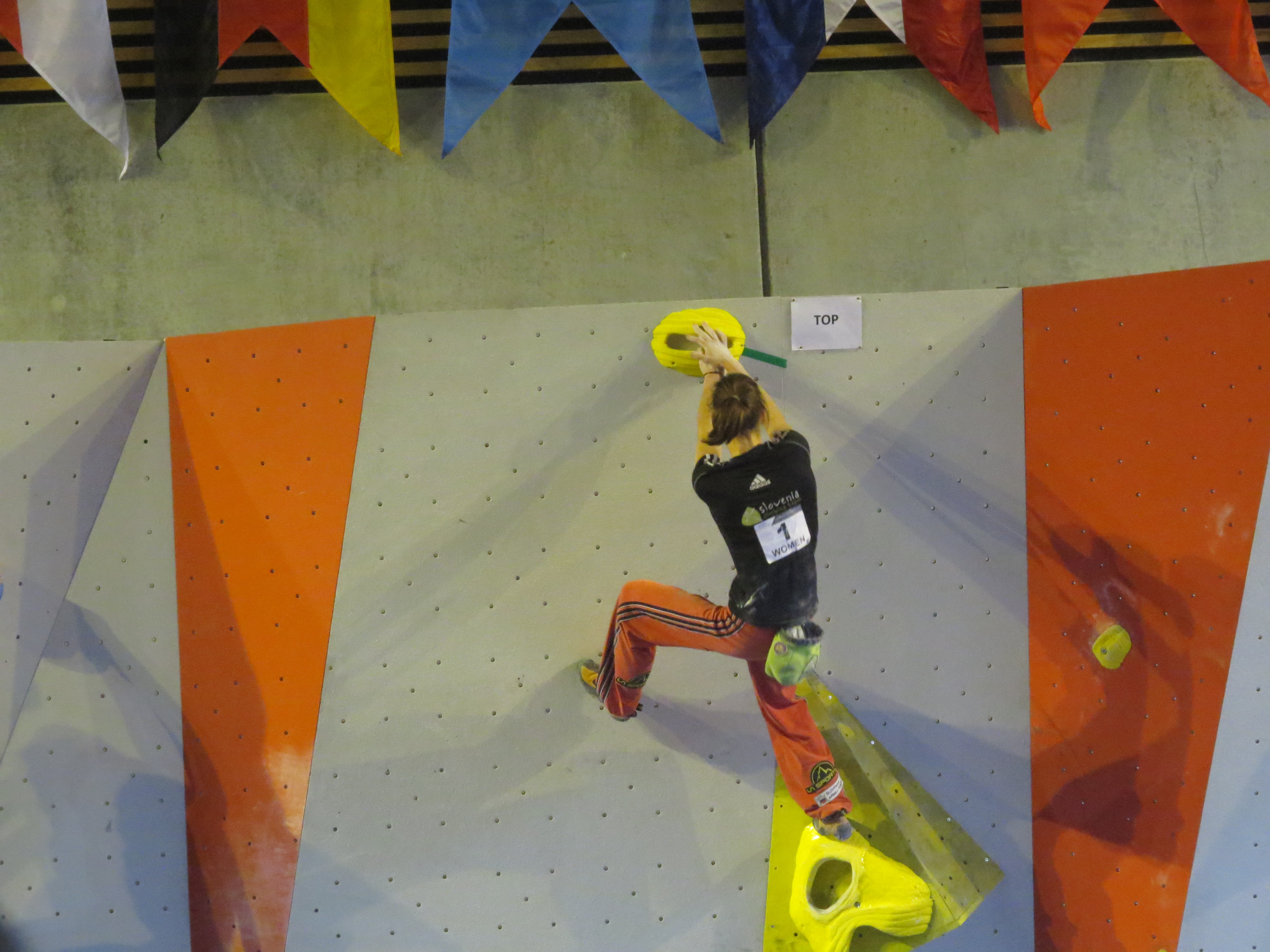
2013 Słowenka Mina Markovič - bouldering

### Kobiety
| Konkurencja        | Złoto                     | Srebro                    | Brąz                      |
| prowadzenie        | Rosja · Jewgenija Malamid | Słowenia · Mina Markovič  | Rosja · Jana Czereszniewa |
| bouldering         | Austria · Anna Stöhr      | Rosja · Jewgenija Malamid | Słowenia · Mina Markovič  |
| wspinaczka na czas | Rosja · Jana Czereszniewa | Rosja · Alina Gajdamakina | Rosja · Jewgenija Malamid |

### Mężczyźni

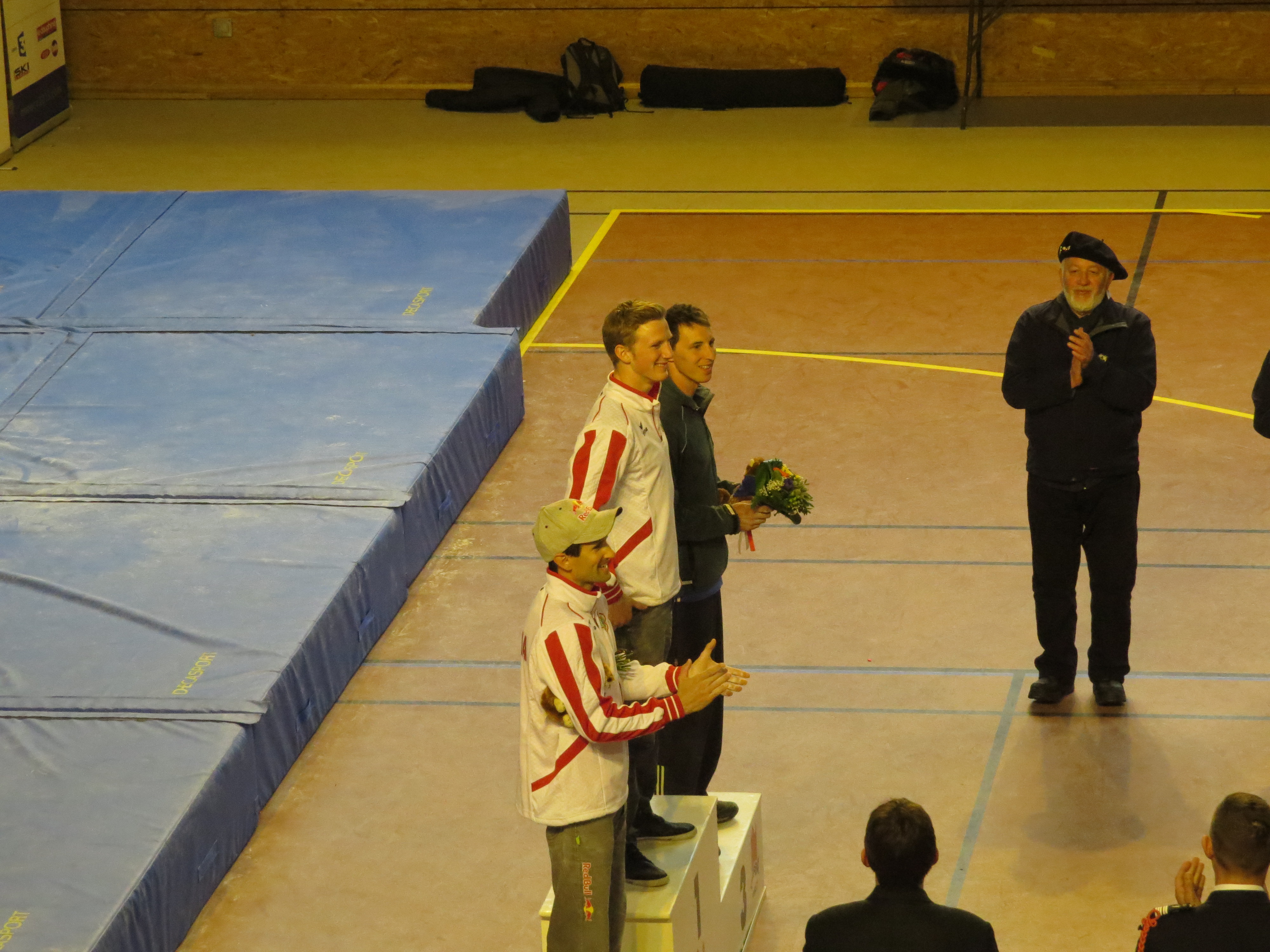
2013 Medaliści w boulderingu

| Konkurencja        | Złoto                        | Srebro                      | Brąz                             |
| prowadzenie        | Słowenia · Klemen Bečan      | Niemcy · Markus Hoppe       | Szwajcaria · Benjamin Blaser     |
| bouldering         | Austria · Jakob Schubert     | Austria · Kilian Fischhuber | Słowenia · Klemen Bečan          |
| wspinaczka na czas | Szwajcaria · Benjamin Blaser | Słowenia · Klemen Bečan     | Kazachstan · Nikita Dewjaterikow |

## Klasyfikacja medalowa
* Gospodarz zawodów został zaznaczony tym kolorem.
| Miejsce           | Reprezentacja     | Złoto | Srebro | Brąz | Razem |
| ----------------- | ----------------- | ----- | ------ | ---- | ----- |
| 1                 | Rosja             | 2     | 2      | 2    | 6     |
| 2                 | Austria           | 2     | 1      | 0    | 3     |
| 3                 | Słowenia          | 1     | 2      | 2    | 5     |
| 4                 | Szwajcaria        | 1     | 0      | 1    | 2     |
| 5                 | Niemcy            | 0     | 1      | 0    | 1     |
| 6                 | Kazachstan        | 0     | 0      | 1    | 1     |
| Ogółem (6 państw) | Ogółem (6 państw) | 6     | 6      | 6    | 18    |